# Мойнихэн, Дэниэл Патрик
Дэниэл Патрик Мойнихэн (англ. Daniel Patrick Moynihan; 16 марта 1927, Талса, Оклахома — 26 марта 2003, Вашингтон) — американский государственный деятель, социолог.

## Биография
Родился в семье выходцев из Ирландии. В возрасте 6 лет вместе с семьёй переселился в Нью-Йорк. Когда ему было 10 лет, отец бросил семью.
После окончания школы проучился один год в Городском колледже Нью-Йорка, затем был призван в военно-морской флот, где служил с 1944 до 1947 год. Во время службы прошёл подготовку в Университете Тафтса, получил степень бакалавра и офицерское звание. После службы получил степень магистра в школе права и дипломатии Университета Тафтса. Затем обучался в Лондонской школе экономики по Программе Фулбрайта.
Начал политическую карьеру в администрации губернатора штата Нью-Йорк Аверелла Гарримана.
Преподавал государственное управление в Сиракузском университете (1959–1961). В 1961 году получил во Флетчеровской школе права и дипломатии при Университете Тафтса докторскую степень по истории.
В администрации президента Джона Кеннеди занял пост помощника министра труда и оставался на нём до 1965 года. В 1965 году представил президенту Линдону Джонсону доклад «Негритянская семья: за вмешательство государства» (The Negro Family: The Case for National Action), в котором доказывал, что растущее число внебрачных детей среди негров напрямую связано с ростом преступности, подростковой беременностью и прочими социальными недугами. После опубликования доклад Мойнихэна подвергся резкой критике, однако последующие многолетние исследования специалистов подтвердили правоту Мойнихэна: те, кто вырос в семье с одним родителем, чаще подвержены социальным недугам и чаще живут в бедности.
Входил в группу интеллектуалов, названную их оппонентами неоконсерваторами. Оставаясь демократом, занимал ответственные посты в администрациях президентов Никсона и Форда.
Январь-ноябрь 1969 года — советник президента Никсона по городским проблемам.
Август 1969 — декабрь 1970 года — советник президента США.
С 1973 по 1975 год посол США в Индии.
В 1975—1976 годах постоянный представитель США при ООН. Пребыванию на этом посту посвящена его книга «Опасное место» (1978).
В 1976 году избран в сенат США от штата Нью-Йорк, победил поддерживаемого республиканцами действующего сенатора Джеймса Бакли. Успеху способствовала поддержка еврейского населения штата благодаря заработанной в ООН репутации твёрдого сторонника произраильского курса. Являлся сенатором от штата Нью-Йорк 24 года.
В 1992—1993 годах председатель Комитета Сената по окружающей среде и общественным работам.
В 1993—1995 годах председатель Комитета Сената по финансам.
Уйдя из политики, стал научным сотрудником исследовательского центра им. Вудро Вильсона.
Жена, с которой он состоял в браке 47 лет, Элизабет Бреннан Мойнихэн, специалист в области истории архитектуры, специализировалась в классической индийской архитектуре.

## Высказывания
- «Каждый имеет право на собственное мнение, но не имеет права на собственные факты»[9].
- «В стране, где только хорошие новости, много хороших людей сидят в тюрьме».

## Сочинения
- The Negro Family: The Case For National Action, known as the Moynihan Report (1965)
- A Dangerous Place (1978)
- Pandaemonium: Ethnicity in International Politics (1994)
- Secrecy: The American Experience (1998)